# Monteroni di Lecce
Monteroni di Lecce – miejscowość i gmina we Włoszech, w regionie Apulia, w prowincji Lecce.
Według danych na rok 2004 gminę zamieszkiwało 13 659 osób, 853,7 os./km².

## Współpraca
Miejscowości partnerskie:
- Fara Filiorum Petri, Abruzja
- Lengnau, Szwajcaria